# Cherry Falls
Pour plus de détails, voir Fiche technique et Distribution.
Cherry Falls est un film américain réalisé par Geoffrey Wright, sorti en 2000.

## Synopsis
Cherry Falls, en Virginie, est une petite ville tranquille et paisible jusqu'au jour où deux adolescents sont retrouvés morts dans une voiture. C'est l'œuvre d'un tueur en série qui prend pour cible les jeunes du lycée. Menant l'enquête, le shérif Brent Marken, préoccupé par la sécurité des adolescents, dont celle de sa fille Jody, découvre que toutes les victimes sont vierges. Celle-ci se sent très concernée par ces meurtres et décide de prendre les choses en main afin de découvrir l'identité du tueur.

## Fiche technique
- Titre : Cherry Falls
- Réalisation : Geoffrey Wright
- Scénario : Ken Selden
- Production : Marshall Persinger, Eli Selden, Joyce Schweickert, Scott Shiffman et Julie Silverman
- Sociétés de production : Industry Entertainment et Rogue Pictures (en)
- Budget : 14 millions de dollars (10,6 millions d'euros)
- Musique : Walter Werzowa
- Photographie : Anthony B. Richmond
- Montage : John F. Link
- Décors : Marek Dobrowolski
- Costumes : Louise Frogley
- Pays d'origine : États-Unis
- Format : Couleurs - 1,85:1 - Dolby - 35 mm
- Genre : Horreur, thriller
- Durée : 92 minutes
- Dates de sortie : 29 juillet 2000 (festival du film de Munich), 20 octobre 2000 (diffusion TV États-Unis)

Interdit aux moins de 18 ans aux États-Unis et 16 ans en France

## Distribution
- Brittany Murphy : Jody Marken
- Jay Mohr : Leonard Marliston
- Michael Biehn : le shérif Brent Marken
- Jesse Bradford : Rod Harper
- Candy Clark : Marge Marken
- Amanda Anka : Deputy Mina
- Joe Inscoe : le principal Tom Sisler
- Gabriel Mann : Kenny Ascott
- Natalie Ramsey : Sandy
- Douglas Spain : Mark
- Bre Blair : Stacy Twelfmann
- Kristen Miller : Cindy
- Michael Weston : Ben
- Keram Malicki-Sánchez : Timmy
- Joannah Portman : Sharon

## Autour du film
- Le tournage s'est déroulé à Dinwiddie, Petersburg, Richmond et Warrenton, en Virginie.
- Initialement prévu pour sortir en salles, certaines scènes étant particulièrement violentes, le film fut soumis cinq fois auprès de la MPAA, avant de recevoir la classification Restricted (les mineurs de moins de 17 ans doivent être accompagnés d'un adulte). Le distributeur américain se rétracta finalement et le film fut tout d'abord diffusé à la télévision dans un montage extrêmement censuré, pour ensuite sortir directement en vidéo. Le film connu néanmoins une exploitation en salles dans certains pays tels que le Royaume-Uni ou l'Allemagne. En France, il sortit directement en DVD en 2004 chez StudioCanal[1].
- Le titre Cherry Falls fait référence à la perte de la virginité.

## Bande originale
- Sleep Together, interprété par Garbage
- Little Things, interprété par Good Charlotte
- How Soon Is Now?, interprété par Snake River Conspiracy
- Fader, interprété par Drugstore
- Mouse in the Moon, interprété par Peter Bradley Adams
- Faceless, interprété par Bernhard Locker

## Distinctions
- Prix du meilleur réalisateur et nomination au prix du meilleur film, lors du Festival international du film de Catalogne en 2000.